# Стефаун Тейтюр Тоурдарсон
Стефаун Тейтюр Тоурдарсон (исл. Stefán Teitur Þórðarson; род. 16 октября 1998, Акранес, Вестюрланд) — исландский футболист, полузащитник клуба «Силькеборг» и сборной Исландии.

## Клубная карьера
Тоурдарсон — воспитанник клуба «Акранес». 15 августа 2016 года в матче против «Викингура» он дебютировал в чемпионате Исландии. 10 сентября 2017 года в поединке против «Акюрейри» Стефаун забил свой первый гол за «Арканес». В 2020 году Тоурдарсон перешёл в датский «Силькеборг». 22 октября в матче против «Виборга» он дебютировал в Первой лиге Дании. 18 февраля 2021 года в поединке против «Колдинга» Стефаун забил свой первый гол за «Силькеборг». По итогам дебютного сезона игрок помог клубу выйти в элиту. 1 августа в матче против «Ольборга» он дебютировал в датской Суперлиге. В 2024 году Тоурдарсон помог команде завоевать Кубок Дании.

## Международная карьера
16 января 2020 года в товарищеском матче против сборной Канады Тоурдарсон дебютировал за сборную Исландии.
В 2021 году Тоурдарсон в составе молодёжной сборной Исландии принял участие в молодёжном чемпионате Европы в Венгрии и Словении. На турнире он сыграл в матче против команды Дании, России и Франции.
11 октября 2021 года в отборочном матче чемпионата мира 2022 против сборной Лихтенштейна Стефаун забил свой первый гол за национальную команду.

### Голы за сборную Исландии
| № | Дата            | Место                                  | Противник    | Счёт | Результат | Соревнование                     |
| - | --------------- | -------------------------------------- | ------------ | ---- | --------- | -------------------------------- |
| 1 | 11 октября 2021 | Лёйгартальсвётлюр, Рейкьявик, Исландия | Лихтеншетейн | 1:0  | 4:0       | Чемпионат мира 2022 квалификация |

## Достижения
Клубные
 «Силькеборг»
- Обладатель Кубка Дании — 2023/2024